# Edith-Stein-Kirche (Hamburg-Neuallermöhe)

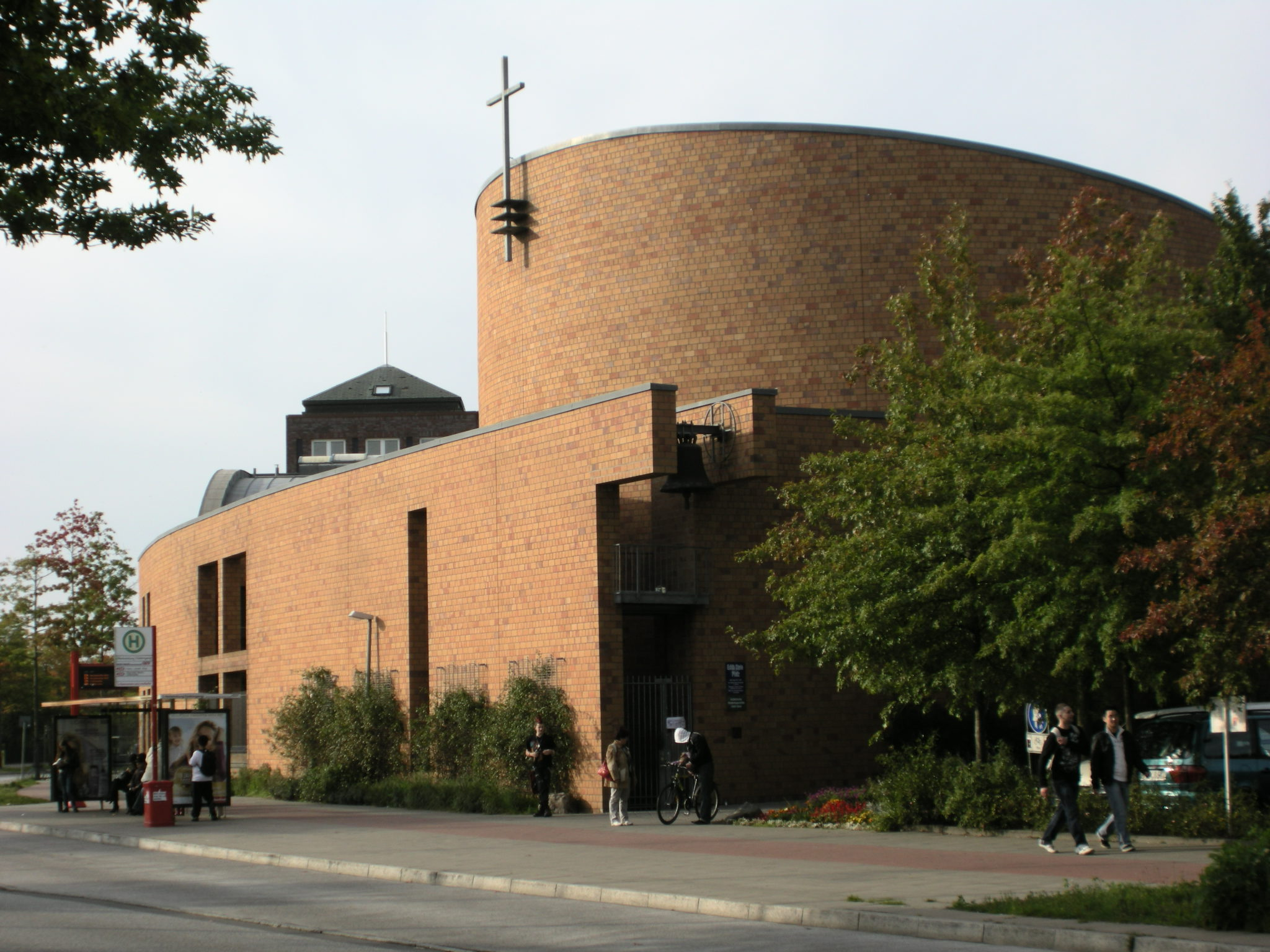
Die Edith-Stein-Kirche von Südosten

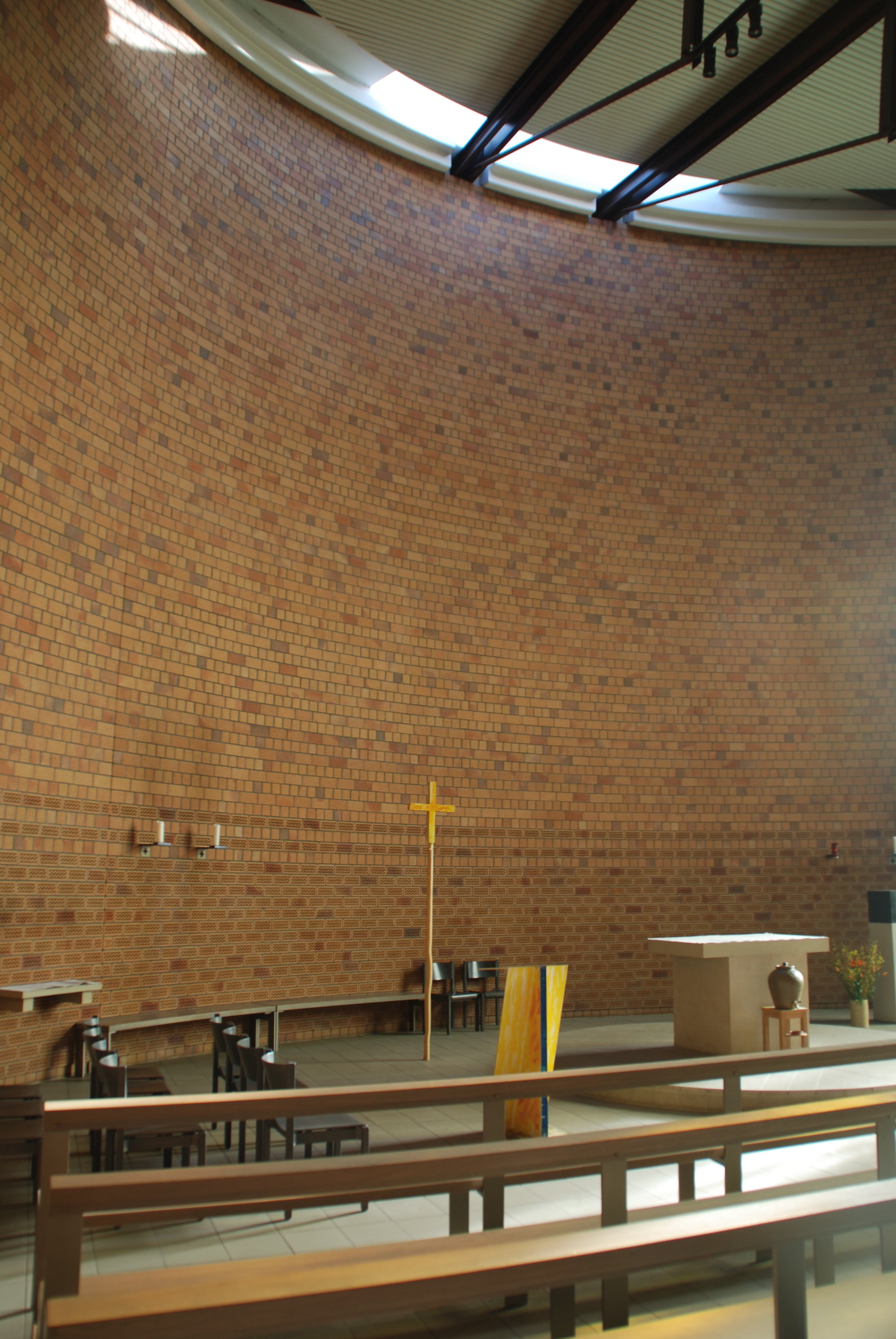
Inneres, Altarbereich

Die Edith-Stein-Kirche ist ein modernes katholisches Kirchengebäude im Hamburger Stadtteil Neuallermöhe. Sie wurde 1991/92 nach Plänen der Hamburger Architektengruppe Planen & Bauen errichtet und am 31. Januar 1993 von Weihbischof Hans-Jochen Jaschke geweiht. Die Kirche wurde dem Patrozinium der heiligen Edith Stein (Teresia Benedicta a cruce) unterstellt, einer jüdischstämmigen Karmelitin, die 1942 im Vernichtungslager Auschwitz ermordet wurde.

## Geschichte
Der Bau der Kirche im damaligen Stadtteil Hamburg-Allermöhe steht im Zusammenhang mit der Entstehung neuer Wohnsiedlungen (Neu-Allermöhe Ost und West) in den 1980er und 1990er Jahren. Die Kirche sollte sich baulich in den architektonischen Kontext einfügen und zugleich einen eigenen Akzent setzen.
2022 wurde die Kirche unter Denkmalschutz gestellt.

## Architektur
Die Architekten wählten die Grundform einer Rundkirche mit einem flachen, nach Süden – Altarseite – ansteigenden und dort mit einem Kreuz bekrönten Dach. Die Kirche ist zweiseitig von den Gemeinderäumen, an der Straßenfront von einer in den Glockenträger auslaufenden Wand umgeben. Baumaterial des gesamten Komplexes ist rötlich-gelber Backstein. Die Abgeschlossenheit des Ensembles, das nur durch große kreuzförmige Fenster und Öffnungen durchbrochen und belichtet ist, erinnert an ein Kloster oder auch an ein Gefängnis sowie an das Kreuz als zentrales Glaubens- und Lebensmotiv Edith Steins. Ein Bild im offenen Foyer und eine Kopfplastik im Vorraum der Kirche stellen die Heilige dar.

## Ausstattung
Die Innenausstattung der Kirche schuf der Kölner Künstler W. Gies. Der schlichte Altartisch steht auf einer um eine Stufe erhöhten kreisrunden Insel, daneben die schmucklose Tabernakelstele, dahinter, auf gleicher Ebene mit der Gemeinde, die Sedilien. Gegenüber, vor dem mittleren der drei hohen Portale, befindet sich der Taufstein, der zugleich Weihwasserbecken ist. Im geometrischen Mittelpunkt des Raumes steht der Osterleuchter. Die Türen sind zum Eingangsbereich hin gelb, zum Kirchenraum hin rot gefasst, an einigen Stellen in der Kirche erscheint die Farbe Blau so am Ambo, an den Apostelleuchtern und als großflächiger Hintergrund der MarienIkone.

## Orgel

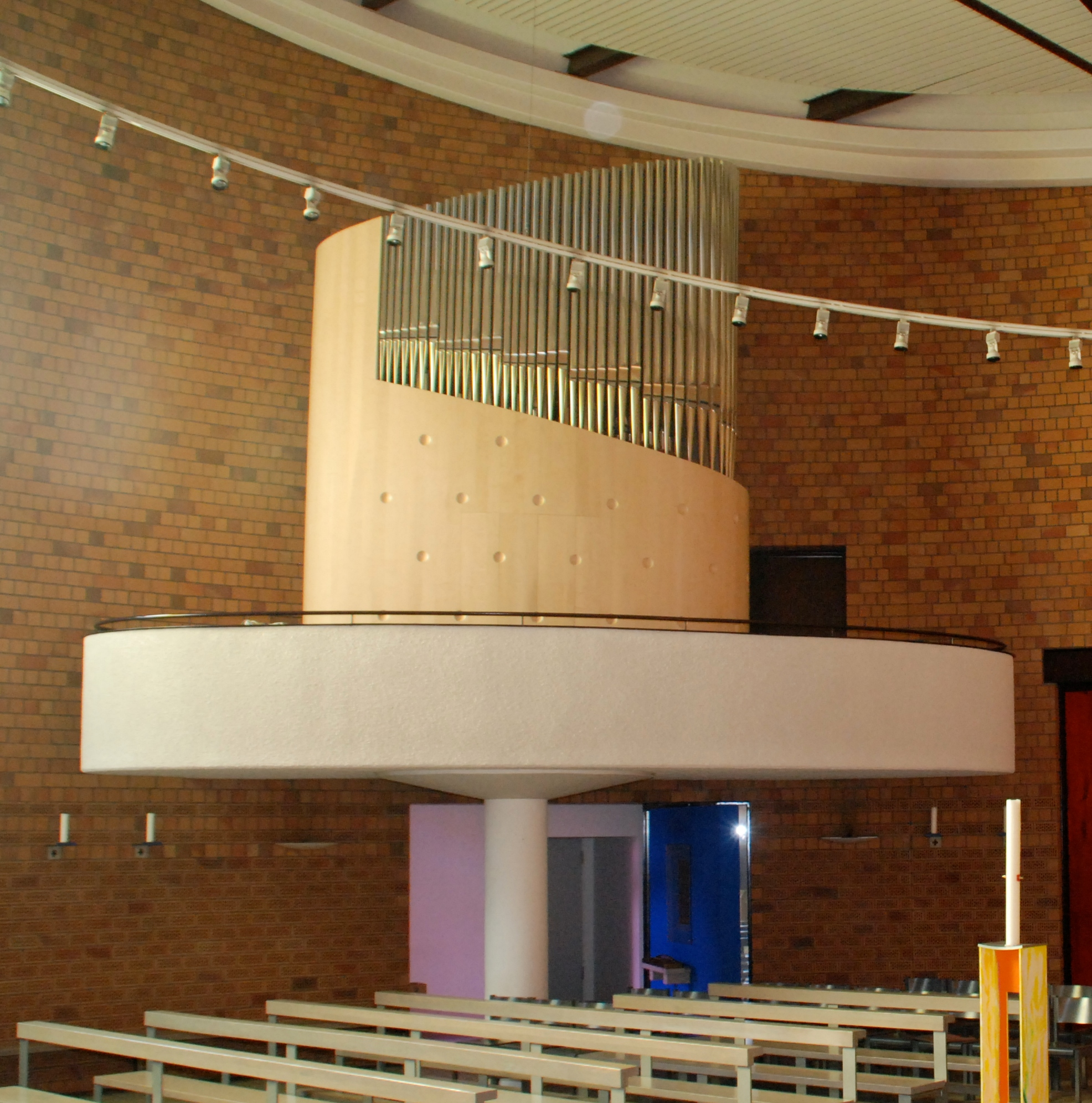
Orgelprospekt

Die Orgel, nach Wilhelm Gies’ Entwurf in Rundform wie die sie tragende Empore und die ganze Kirche, wurde 1998 von der Firma Michael Becker gebaut. Das Instrument hat 16 Register (1043 Pfeifen) auf zwei Manualen und Pedal. Die Trakturen sind mechanisch.
| I Hauptwerk C– |            |       |
| 1.             | Principal  | 8′    |
| 2.             | Rohrflöte  | 8′    |
| 3.             | Oktave     | 4′    |
| 4.             | Spitzflöte | 4′    |
| 5.             | Oktave     | 2′    |
| 6.             | Mixtur IV  | 2 ⁄3′ |
| 7.             | Trompete   | 8′    |

| II Positiv C– |                |       |
| 8.            | Gedackt        | 8′    |
| 9.            | Rohrflöte      | 4′    |
| 10.           | Oktave         | 2′    |
| 11.           | Sesquialter II | 2′    |
| 12.           | Quinte         | 1 ⁄3′ |
| 13.           | Vox humana     | 8′    |

| Pedal C– |          |     |
| 14.      | Subbass  | 16′ |
| 15.      | Gemshorn | 8′  |
| 16.      | Fagott   | 16′ |

- Koppeln: II/I, I/P, II/P

## Glocke
Die für die Edith-Stein-Kirche neu gegossene Bronze-Glocke zeigt als Bildmotiv die Muttergottes im Strahlenkranz. Das Bild ist ein Abguss von der einzigen erhaltenen Glocke des Hamburger Doms (Celsa, 1487, heute in der evangelisch-lutherischen Kirche St. Nicolai in Altengamme). Als Inschrift trägt die Glocke ein Wort Edith Steins: „Wer die Wahrheit sucht, der sucht Gott“.